# Premier tour des éliminatoires de la zone Amérique du Nord, Amérique centrale et Caraïbes de la Coupe du monde de football 2026
Navigation
Deuxième tour
Cet article donne les résultats du premier tour de la zone Amérique du Nord, Amérique centrale et Caraïbes pour les éliminatoires de la Coupe du monde de football 2026.

## Format
Les quatre équipes les moins bien classées de la zone CONCACAF au classement FIFA s'affrontent en matchs aller-retour à élimination directe. Les Îles Turques-et-Caïques affrontent l'Anguilla tandis que les Îles Vierges britanniques affrontent les Îles Vierges des États-Unis,.

## Matchs
Les matchs aller ont lieu le 22 mars 2024 et les matchs retour le 26 mars 2024.
| Équipe                      | Aller | Total             | Retour   | Équipe                    |
| --------------------------- | ----- | ----------------- | -------- | ------------------------- |
| Anguilla                    | 0 - 0 | 1 - 1 (4 - 3) tab | 1 - 1 ap | Îles Turques-et-Caïques   |
| Îles Vierges des États-Unis | 1 - 1 | 0 - 0 (2 - 4) tab | 0 - 0 ap | Îles Vierges britanniques |

## Résultats
| 22 mars 2024 | Anguilla | 0 - 0   | Îles Turques-et-Caïques                                    | Stade Raymond E. Guishard, The Valley |                           |
| 15h00 UTC+4  |          | (0 - 0) |                                                            | Arbitrage : Natalie Simon             | Arbitrage : Natalie Simon |
| 15h00 UTC+4  |          | Rapport | 25e Gedeon · 54e Messieur · 65e Belizaire · 66e Turbyfield | Arbitrage : Natalie Simon             | Arbitrage : Natalie Simon |

| 26 mars 2024 | Îles Turques-et-Caïques                          | 1 - 1 ap              | Anguilla                                               | TCIFA National Academy, Providenciales       |                                              |
| 19h00 UTC+4  | Forbes 23e                                       | (1 - 1, 1 - 1, 1 - 1) | 45+3e Paris                                            | Spectateurs : 337 Arbitrage : Reginald Gumbs | Spectateurs : 337 Arbitrage : Reginald Gumbs |
| 19h00 UTC+4  | Park 28e · Martin 73e · Cadet 107e               | Rapport               | 14e Bryan · 59e Lee · 72e Duncan · 75e Carpenter ·     | Spectateurs : 337 Arbitrage : Reginald Gumbs | Spectateurs : 337 Arbitrage : Reginald Gumbs |
| 19h00 UTC+4  | Cadet · Louisy · Paul · Howell · Forbes · Martin | Tirs au but 3 - 4     | Lawrence · Paris · Deans · Connor · Carpenter · Duncan | Spectateurs : 337 Arbitrage : Reginald Gumbs | Spectateurs : 337 Arbitrage : Reginald Gumbs |

L'Anguilla se qualifie pour le deuxième tour aux tirs au but.
| 22 mars 2024 | Îles Vierges des États-Unis | 1 - 1   | Îles Vierges britanniques | Stade de Bethlehem, Sainte-Croix |                                |
| 17h00 UTC+4  | Blaschka 73e                | (0 - 0) | 90e Liziario              | Arbitrage : Katia Itzel García   | Arbitrage : Katia Itzel García |
| 17h00 UTC+4  | Ramos 28e                   | Rapport |                           | Arbitrage : Katia Itzel García   | Arbitrage : Katia Itzel García |

| 26 mars 2024 | Îles Vierges britanniques                          | 0 - 0 ap              | Îles Vierges des États-Unis        | Sherly Ground, Road Town                       |                                                |
| 15h00 UTC+4  |                                                    | (0 - 0, 0 - 0, 0 - 0) |                                    | Spectateurs : 400 Arbitrage : Ken Pennyfeather | Spectateurs : 400 Arbitrage : Ken Pennyfeather |
| 15h00 UTC+4  | Abrams 54e · Green 101e                            | Rapport               | 71e Farrell · 110e Joseph ·        | Spectateurs : 400 Arbitrage : Ken Pennyfeather | Spectateurs : 400 Arbitrage : Ken Pennyfeather |
| 15h00 UTC+4  | Bertie · Wiltshire · Gallimore · Forbes · Callwood | Tirs au but 4 - 2     | Kendall · Whyte · Blaschka · Ramos | Spectateurs : 400 Arbitrage : Ken Pennyfeather | Spectateurs : 400 Arbitrage : Ken Pennyfeather |

Les Îles Vierges britanniques se qualifient pour le deuxième tour aux tirs au but.